# Sufetula bilinealis
Sufetula bilinealis là một loài bướm đêm trong họ Crambidae.